# روز لورينس
روز لورينس (بالفرنسية: Rose Laurens)‏ هي مغنية وكاتبة أغاني فرنسية ولدت في يوم 4 مارس 1953 في فرنسا، اشتهرت لأغنيتها Africa في سنة سنة 1982 وألتي إحتلت مراكز متقدمة في أوروبا، توفيت في يوم 30 أبريل 2018.

## روابط خارجية
- روز لورينس على موقع IMDb (الإنجليزية)
- روز لورينس على موقع ميوزك برينز (الإنجليزية)
- روز لورينس على موقع أول ميوزيك (الإنجليزية)
- روز لورينس على موقع ديسكوغز (الإنجليزية)
- روز لورينس على موقع قاعدة بيانات الفيلم (الإنجليزية)